# Piața Dam
Piața Dam (pronunție în neerlandeză [dɑm]) este o piață centrală din Amsterdam, capitala Olandei. Clădirile sale notabile și evenimentele frecvente organizate acolo o fac să fie unul dintre cele mai cunoscute și mai importante locuri din oraș și din țară.

## Localizare și descriere

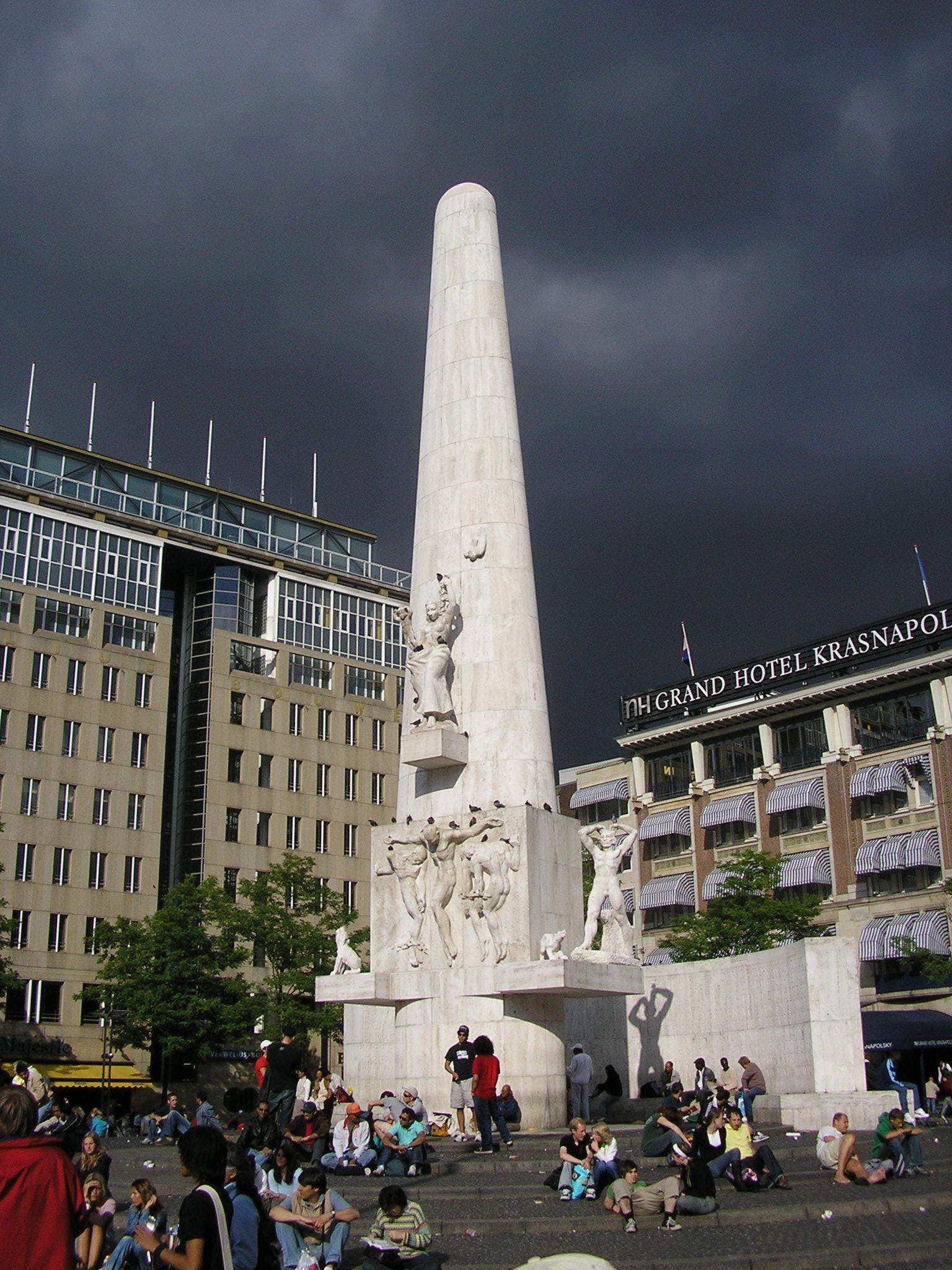
Monumentul Național, cu Hotelul Krasnapolsky pe dreapta.

Piața Dam se află în centrul istoric al orașului Amsterdam, la aproximativ 750 de metri sud de principalul nod de transport, Gara Centraal, pe locul în care s-a aflat barajul de pe râul Amstel. Ea are o formă aproximativ dreptunghiulară, care se întinde pe circa 200 de metri de la est la vest și pe aproximativ 100 de metri de la nord la sud. Piața leagă străzile Damrak și Rokin, care se întind de-a lungul albiei inițiale a râului Amstel de la Centraal Station către Muntplein (Piața Monetăriei) și Munttoren (Turnul Monetăriei). Dam marchează, de asemenea, capătul străzilor comerciale Nieuwendijk, Kalverstraat și Damstraat. La scurtă distanță dincolo de colțul de nord-est se află principalul cartier al felinarelor roșii: de Wallen.

Pe partea de vest a pieței se află clădirea neoclasică a Palatului Regal, care a servit ca primărie a orașului din 1655 până la transformarea în reședință regală în 1808. Alături de ea sunt biserica gotică din secolul al XV-lea Nieuwe Kerk (Biserica Nouă) și Muzeul de ceară Madame Tussaud's. Monumentul Național, un stâlp din piatră albă proiectat de J.J.P. Oud și ridicat în 1956 pentru a comemora victimele celui de-al Doilea Război Mondial, domină partea opusă a pieței. De asemenea, alte clădiri cu vedere la piață sunt NH Grand Hotel Krasnapolsky și magazinul de lux De Bijenkorf. Aceste variate atracții au transformat Piața Dam într-o zonă turistică.

## Istoric

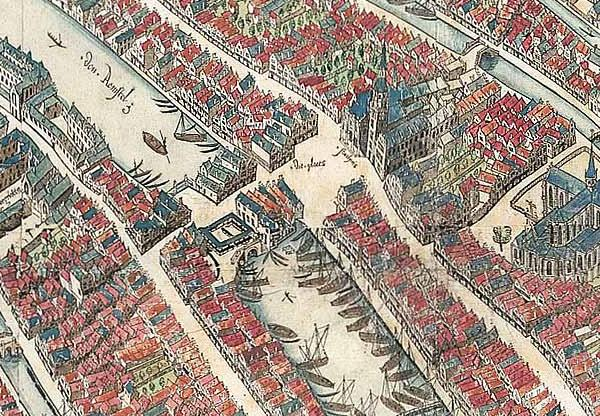
Piața Dam în 1544, cu barajul de pe râul Amstel. Fațadele clădirilor se află în direcția sud-vest. Pe partea dreaptă sunt vechea clădire a primăriei și Nieuwe Kerk.

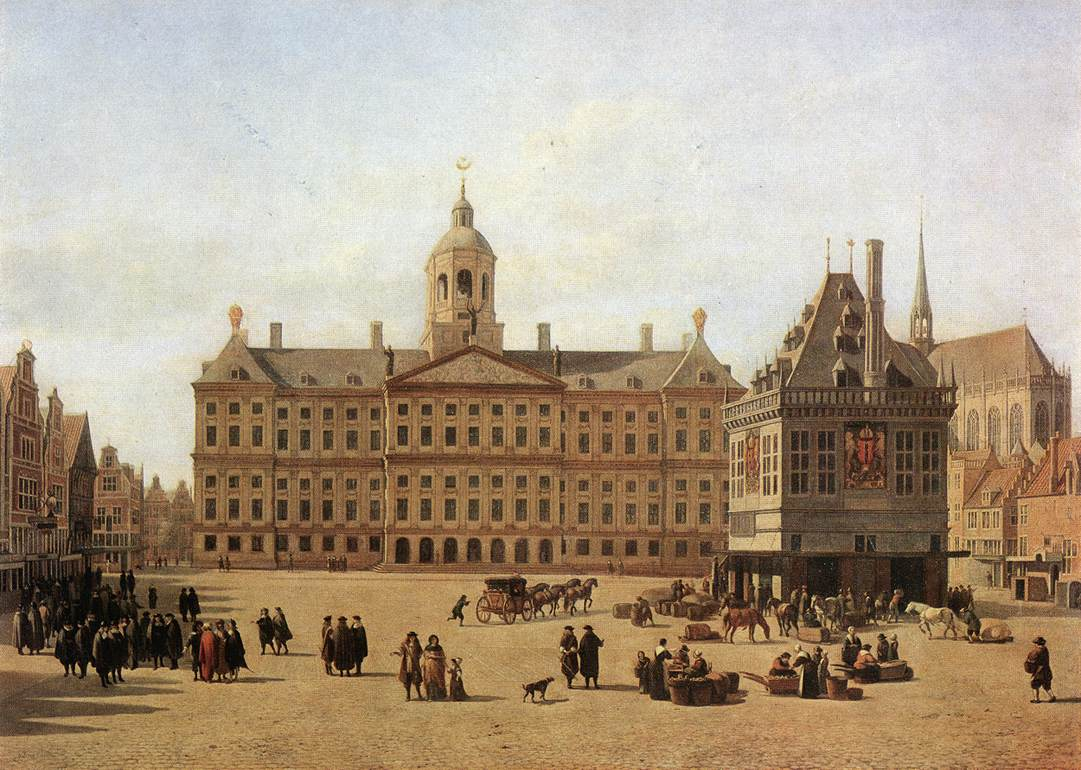
Piața Dam cu casa de cântărire, la sfârșitul anilor 1600, de Gerrit Berckheyde

Numele Dam derivă de la funcția inițială a locului: acolo se afla un baraj (dam) pe râul Amstel, care a dat numele orașului. Construit în jurul anului 1270, barajul a reprezentat prima legătură între așezările de pe părțile laterale ale râului.
Pe măsura construirii treptate a barajului, zona a devenit suficient de mare pentru o piață orășenească, rămânând nucleul în jurul căruia s-a dezvoltat orașul. Piața Dam, așa cum există ea astăzi, s-a dezvoltat din ceea ce erau inițial două piețe separate: actuala piață, numită Middeldam, și Plaetse, o piață adiacentă de la vest. O mare piață de pește a apărut în locul în care navele ancorau la chei pentru încărcarea și descărcarea mărfurilor. Zona a devenit un centru nu numai al activității comerciale, dar și administrativ, aici aflându-se primăria orașului Amsterdam.
Fiind o piață, Dam a avut o casă de cântărire, care poate fi văzută în unele picturi vechi. Clădirea a fost demolată în anul 1808 prin ordinul lui Louis Bonaparte, care, după ce și-a stabilit reședința în noul Palat Regal, s-a plâns că îl împiedica să vadă panorama orașului.
Damrak, sau fosta gură a râului Amstel, a fost colmatată parțial în secolul al XIX-lea; de atunci, piața Dam a fost înconjurată de uscat din toate părțile. Noul teren a făcut loc pentru Beurs van Zocher, o bursă de valori care a fost construită în anul 1837. După ce bursa de valori s-a mutat în 1903 în Beurs van Berlage, clădirea Zocher a fost demolată. În locul său s-a aflat, începând din 1914, magazinul De Bijenkorf.
În 1856, un memorial de război numit De Eendracht (Unitatea) a fost dezvelit în interiorul pieței în prezența regelui Willem al III-lea. O coloană de piatră cu statuia unei femei în partea de sus, monumentul a dobândit porecla de „Naatje din Dam”. El a fost demolat în 1914.

### Împușcăturile din Piața Dam, 1945

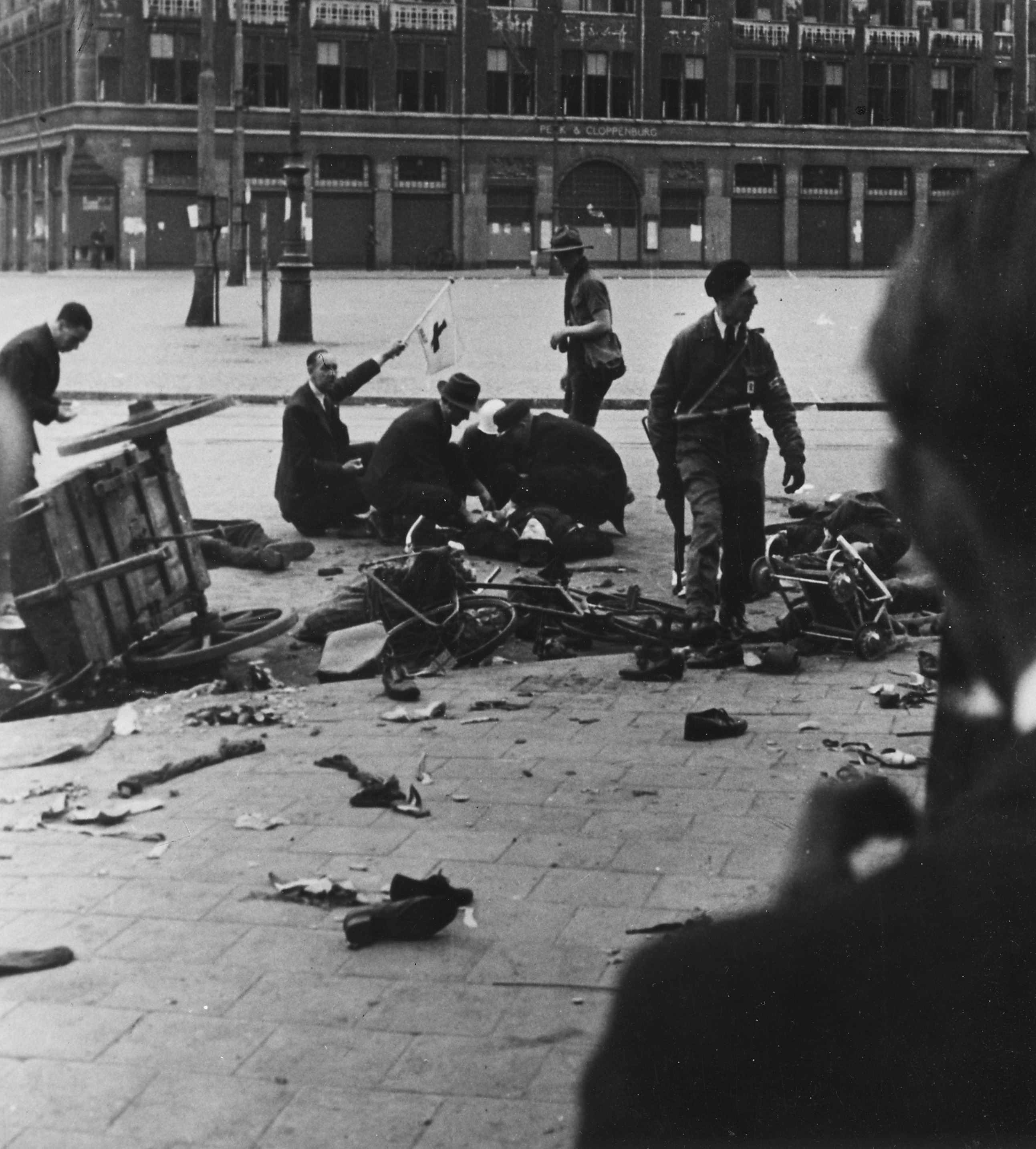
Piața Dam imediat după împușcături, 1945

Pe 7 mai 1945, la două zile după capitularea germană, mii de olandezi așteptau sosirea trupelor canadiene în piața Dam din Amsterdam. În Grote Club, de pe colțul format de Kalverstraat și Paleisstraat, militarii Kriegsmarine priveau cum mulțimea creștea sub balconul lor, iar oamenii dansau și aplaudau. Germanii au plasat atunci o mitralieră pe balcon și au început să tragă în mulțime. Motivele împușcăturilor au rămas neclare; germanii erau beți și s-ar fi înfuriat pentru că, încălcând prevederile acordului anterior, poliția olandeză a arestat militari ai Armatei Germane.
Împușcăturile s-au oprit după ce un membru al rezistenței s-a urcat în turnul Palatului Regal și a început să tragă asupra balconului și clubului. În acel moment, un ofițer german, împreună cu un comandant al Rezistenței, s-au deplasat în club și i-au convins pe oameni să se predea. Când împușcăturile s-au încheiat, bilanțul era unul tragic: 22 de morți și 120 de oameni grav răniți. În 2013 s-au adus dovezi care au sugerat că numărul victimelor ar fi fost mai mare: este posibil ca 33 de oameni să fi murit și au fost mai mult de 10 posibile victime neconfirmate.

## Prezent

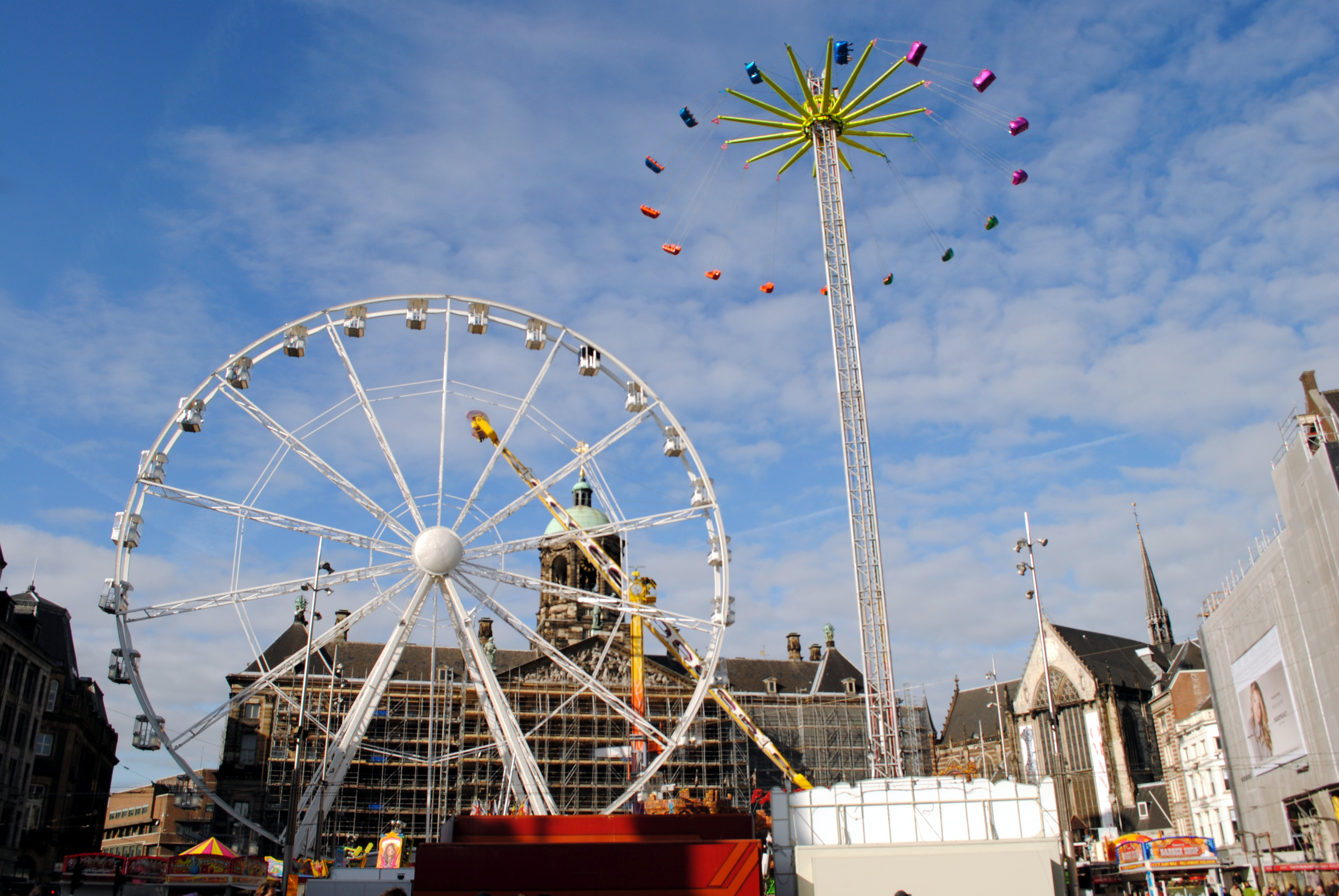
De mai multe ori pe an este amenajat un mare parc de distracții în Piața Dam.

Mai multe linii de tramvai traversează Piața Dam și au stații acolo. În perioada tramvaiului cu cai (la sfârșitul secolului al XIX-lea) Dam era cel mai important nod de tramvai din Amsterdam. După 1900, această funcție a fost preluată de Gara Centrală, aflată în celălalt capăt al Damrak.
În cursul secolelor al XIX-lea și al XX-lea, piața principală a Amsterdamului a devenit o piață „națională” bine cunoscută de aproape toată lumea în Țările de Jos. Aici au loc frecvent demonstrații și evenimente de toate tipurile, fiind un loc de întâlnire pentru mulți oameni. Pe 4 mai, în fiecare an, olandezii sărbătoresc aici Ziua Memorială Națională (Nationale Dodenherdenking), în jurul Monumentului Național, ridicat aici în 1956.
Un parc de distracții este amenajat în Piața Dam de mai multe ori pe an, mai ales de Ziua Regelui și în preajma Crăciunului.
Pe 6 decembrie 2003 mafiotul bulgar Konstantin „Samokovetsa” Dimitrov a fost împușcat mortal în Piața Dam.